# Love Action (I Believe in Love)
Love Action (I Believe in Love) är en låt av den brittiska synthpopgruppen The Human League. Den utgavs som singel i juli 1981 och blev gruppens första topp 10-hit på brittiska singellistan, där den nådde 3:e plats. Den finns med på albumet Dare som utgavs senare samma år.

## Utgåvor
7" singel Virgin Records VS 435
1. "Love Action (I Believe in Love)" - 3:50
2. "Hard Times" - 4:53

12" singel Virgin Records VS 435-12
1. "Hard Times" - 4:53
2. "Love Action (I Believe in Love)" - 5:06
3. "Hard Times" (Instrumental) - 5:45
4. "Love Action (I Believe in Love)" (Instrumental) - 5:23

3" CD Virgin Records CDT 6 (återutgåva 1988)
1. "Hard Times" - 4:53
2. "Love Action (I Believe in Love)" - 5:06
3. "Hard Times" (Instrumental) - 5:44
4. "Love Action" (Instrumental) - 5:23[2]